# Songs and Music from "She's the One"
Songs and Music from "She's the One" è il nono album del gruppo rock statunitense Tom Petty and the Heartbreakers, pubblicato nell'agosto del 1996. L'album è anche la colonna sonora del film dello stesso anno, Il senso dell'amore (in originale She's the One) scritto e diretto da Edward Burns.
L'album raggiunse la posizione numero 15 della classifica statunitense Billboard 200 dove fu riconosciuto disco d'oro (500,000 copie vendute) dalla RIAA nel dicembre del 1996.
La canzone Walls (Circus) raggiunse la posizione numero 69 nella Billboard Hot 100 mentre raggiunse la posizione numero 6 nella classifica Mainstream Rock Tracks. Anche la canzone Climb That Hill raggiunse la stessa posizione nella Mainstream Rock Tracks mentre Change The Locks arrivò al massimo fino alla posizione numero 20.

## Tracce
Tutte le tracce scritte da Tom Petty, salvo dove diversamente indicato.
1. Walls (Circus) – 4:25
2. Grew Up Fast – 5:09
3. Zero From Outer Space – 3:08
4. Climb That Hill (Petty/Mike Campbell) – 3:57
5. Change The Locks (Lucinda Williams) – 4:56
6. Angel Dream (No. 4) - 2:27
7. Hope You Never – 3:02
8. Asshole (Beck Hansen)– 3:11
9. Supernatural Radio – 5:22
10. California – 2:39
11. Hope On Board – 1:18
12. Walls (No. 3) - 3:03
13. Angel Dream (No. 2) - 2:27
14. Hung Up And Overdue – 5:48
15. Airport - 0:57

## Formazione
- Tom Petty - voce, chitarra, armonica, pianoforte, clavicembalo
- Mike Campbell - chitarra, pianoforte
- Howie Epstein - basso, cori
- Benmont Tench - organo, pianoforte
- Steve Ferrone - batteria

Altri musicisti
- Ringo Starr - batteria
- Curt Bisquera - batteria
- Carl Wilson - chitarra classica, cori
- Lindsey Buckingham - cori in Walls (Circus)
- Chris Trujillo - percussioni
- Lili Haydn - violino
- Michael Severens - violoncello
- Gerri Sutyak - violoncello